# Квасов, Владимир Ильич
Влади́мир Ильи́ч Ква́сов (укр. Володимир Ілліч Квасов; род. 16 февраля 1934 года, село Вороново, теперь Карачевский район, Брянская область, Российская Федерация) — советский и украинский партийный деятель, инженер, генеральный директор производственного объединения «Ворошиловградский (Луганский) тепловозостроительный завод имени Октябрьской революции». Народный депутат Украины 1-го созыва.

## Биография
Образование высшее. Окончил Ворошиловградский машиностроительный институт по специальности «инженер-механик».
Член КПСС с 1960 года.
В 1961—1974 годах — мастер, старший мастер, заместитель начальника, начальник инструментального цеха, начальник цеха тракторных запчастей, секретарь партийного комитета КПУ Ворошиловградского тепловозостроительного завода имени Октябрьской революции.
В 1974—1983 годах — 1-й секретарь Октябрьского районного комитета КПУ города Ворошиловграда.
В 1983—1987 годах — председатель комиссии партийного контроля Ворошиловградского областного комитета КПУ.
В 1987—1994 годах — генеральный директор производственного объединения «Ворошиловградский (Луганский) тепловозостроительный завод имени Октябрьской революции».
В 1990 году в ходе первых альтернативных парламентских выборов в Украинской ССР был выдвинут кандидатом в народные депутаты. 18 марта 1990 года среди 4 претендентов во втором туре был избран народным депутатом Верховного совета Украинской ССР XII созыва (в дальнейшем — Верховной рады Украины I созыва) по Ватутинскому избирательному округу № 51 Луганской области, набрав 42,16% голосов. Являлся членом Комиссии ВР Украины по вопросам законодательства и законности, входил в состав депутатской группы «Промышленники». Депутатские полномочия истекли 10 мая 1994 года.
С 1994 года — на пенсии в городе Луганске.

## Награды
- орден Октябрьской Революции
- орден Трудового Красного Знамени
- орден «Знак Почета»
- орден «За заслуги» III ст. (15.08.1997)[1]
- медали